# Lista de canções gravadas por Red Velvet

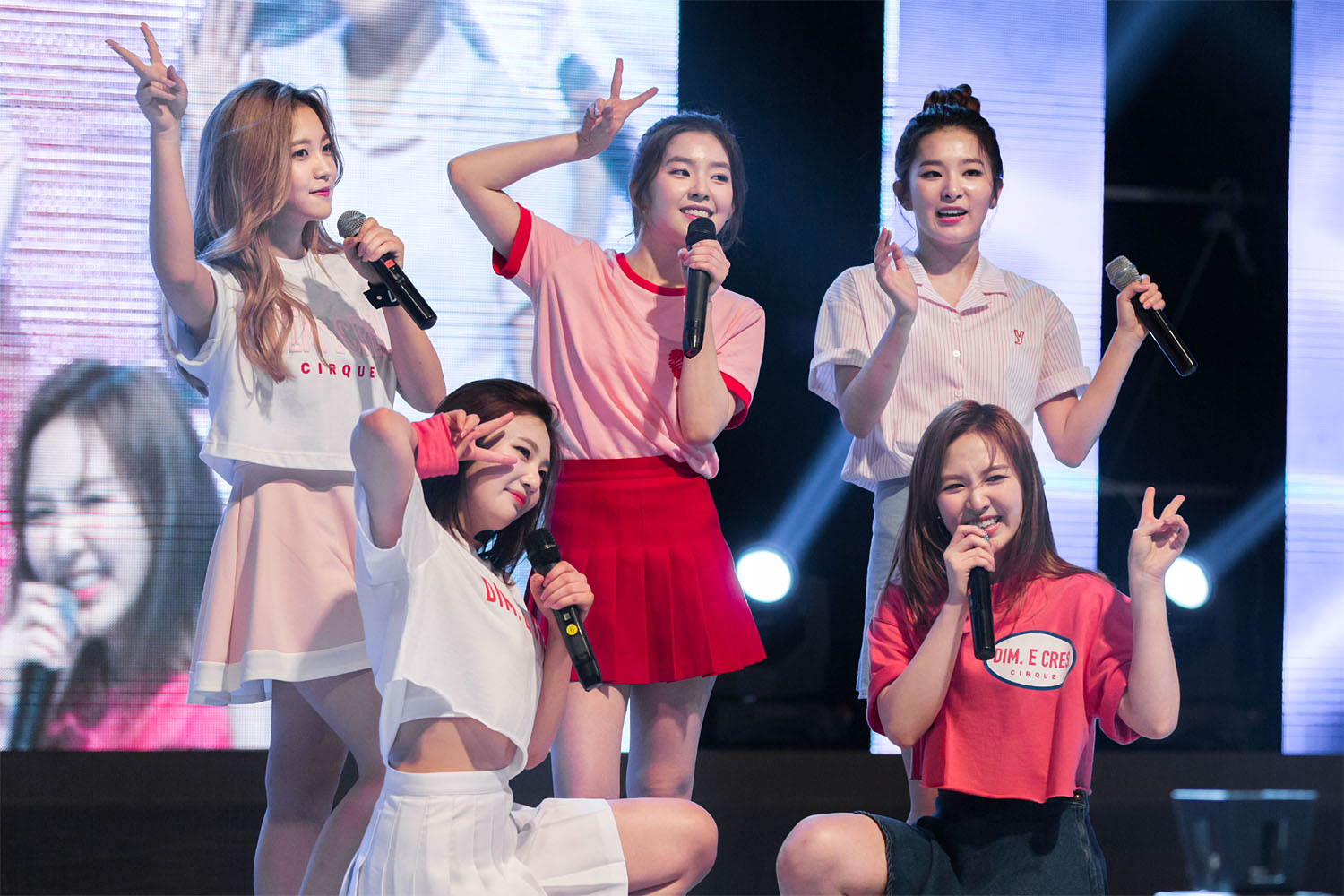
Red Velvet performando o single "Happiness" em maio de 2016

Esta é a lista de canções interpretadas pelo grupo feminino sul-coreano Red Velvet, formado em 2014 pela empresa e gravadora S.M. Entertainment, consistindo em material que foi lançado em formato físico ou digital. A partir de 2015, o grupo foi formado em um quinteto com a adição do último membro Yeri.
Sua discografia consiste em dois álbuns de estúdio e cinco EPs com cinquenta e cinco músicas no total. Red Velvet tornou-se o grupo de meninas K-pop com a maior parte dos álbuns colocados no primeiro lugar da lista de álbuns do World do Billboard, graças ao lançamento do segundo álbum de estúdio, Perfect Velvet, em 2017.

## Canções
| † | O símbolo e a cor indicam que a canção foi lançada como um single. |

## A
| Ano  | Canção        | Letrista(s)                              | Compositor(es)                                           | Álbum                  | Ref   |
| ---- | ------------- | ---------------------------------------- | -------------------------------------------------------- | ---------------------- | ----- |
| 2017 | "About Love"  | 1월 8일 (Jam Factory)                    | RE:ONE, Davey Nate                                       | Perfect Velvet         | [ 4 ] |
| 2018 | "All Right"   | Jam Factory                              | Kevin Charge, Phoebus Tassopoulos, Jessica Jean Pfeiffer | The Perfect Red Velvet | [ 5 ] |
| 2017 | "Attaboy"     | Kenzie                                   | Kenzie, The Stereotypes, Ylva Dimberg                    | Perfect Velvet         | [ 6 ] |
| 2015 | "Automatic" † | Choi So-young, Daniel Klein, Charli Taft | Daniel «Obi» Klein, Charli Taft                          | Ice Cream Cake         | [ 7 ] |

## B
| Ano  | Canção         | Letrista(s)           | Compositor(es)                                                       | Álbum                  | Ref    |
| ---- | -------------- | --------------------- | -------------------------------------------------------------------- | ---------------------- | ------ |
| 2018 | "Bad Boy" †    | Yoo Young-jin         | The Stereotypes, Maxx Song, Whitney Phillips, Yoo Young-jin          | The Perfect Red Velvet | [ 8 ]  |
| 2016 | "Bad Dracula"  | Jo Yun-gyeong         | Choi Suk-jin, Tomas Smågesjø, Nermin Harambasic, Courtney Woolsey    | Russian Roulette       | [ 9 ]  |
| 2014 | "Be Natural" † | Yoo Young-jin         | Yoo Young-jin                                                        | —                      | [ 10 ] |
| 2017 | "Body Talk"    | Misfit, Jo Yoon-kyung | Sebastian Lundberg, Fredrik Haggstam, Johan Gustafsson, Ylva.Dimberg | Rookie                 | [ 11 ] |

## C
| Ano  | Canção                | Letrista(s)   | Compositor(es)                                                    | Álbum          | Ref    |
| ---- | --------------------- | ------------- | ----------------------------------------------------------------- | -------------- | ------ |
| 2015 | "Campfire"            | Jo Yun-kyeong | LDN Noise, Taylor Parks, Denzil «DR» Remedios, Ryan S. Jhun       | The Red        | [ 12 ] |
| 2015 | "Candy"               | Hong Ji-yoo   | Claire Rodrigues Lee, Kevin Charge                                | Ice Cream Cake | [ 13 ] |
| 2016 | "Cool Hot Sweet Love" | Kenzie        | Daniel «Obi» Klein, Charli Taft, Michael Nordmark, Thomas Sardorf | The Velvet     | [ 14 ] |
| 2015 | "Cool World"          | Im Seo-hyun   | Daniel «Obi» Klein, Marcus Winther-John, Andy Love                | The Red        | [ 15 ] |

## D
| Ano  | Canção                 | Letrista(s)                             | Compositor(es)                                                | Álbum   | Ref    |
| ---- | ---------------------- | --------------------------------------- | ------------------------------------------------------------- | ------- | ------ |
| 2015 | "Day 1"                | Hwang-hyun (MonoTree)                   | Hwang-hyun (MonoTree)                                         | The Red | [ 16 ] |
| 2015 | "Don't U Wait No More" | 100%, Seo-jeong (Jam Factory)           | Dwayne Abernathy Jr., (Dem Jointz) Taylor Parks, Ryan S. Jhun | The Red | [ 17 ] |
| 2015 | "Dumb Dumb" †          | Seo Ji-eum (Jam Factory), Kim Dong-hyun | LDN Noise, Deanna Dellacioppa, Taylor Parks, Ryan S. Jhun     | The Red | [ 18 ] |

## F
| Ano  | Canção       | Letrista(s)          | Compositor(es)               | Álbum            | Ref    |
| ---- | ------------ | -------------------- | ---------------------------- | ---------------- | ------ |
| 2016 | "First Time" | Kenzie               | Kenzie                       | The Velvet       | [ 19 ] |
| 2016 | "Fool"       | 1월8일 (Jam Factory) | Malin Johansson, Josef Melin | Russian Roulette | [ 20 ] |

## H
| Ano  | Canção               | Letrista(s)           | Compositor(es)                                                                 | Álbum          | Ref    |
| ---- | -------------------- | --------------------- | ------------------------------------------------------------------------------ | -------------- | ------ |
| 2017 | "Happily Ever After" | 송캐럿 (Jam Factory)  | Sebastian Lundberg, Fredrik Haggstam, Johan Gustafsson, Courtney Woolsey, Deez | Rookie         | [ 21 ] |
| 2014 | "Happiness" †        | Yoo Young-jin         | Lee Soo-man, Will Simms, Chad Hugo                                             | —              | [ 22 ] |
| 2017 | "Hear the Sea"       | Hwang Hyun (MonoTree) | Hwang Hyun (MonoTree)                                                          | The Red Summer | [ 23 ] |

## I
| Ano  | Canção             | Letrista(s)   | Compositor(es)                                                                            | Álbum          | Ref    |
| ---- | ------------------ | ------------- | ----------------------------------------------------------------------------------------- | -------------- | ------ |
| 2017 | "I Just"           | Kim Boo-min   | Aventurina King, Hitchhiker, Kim Boo-min, John Fulford                                    | Perfect Velvet | [ 24 ] |
| 2015 | "Ice Cream Cake" † | Jo Yoon-kyung | Hayley Aitken, Sebastian Lundberg, Fredrik Haggstam, Johan Gustafson, A.K.A Trinity Music | Ice Cream Cake | [ 25 ] |

## K
| Ano  | Canção         | Letrista(s)               | Compositor(es)                      | Álbum          | Ref    |
| ---- | -------------- | ------------------------- | ----------------------------------- | -------------- | ------ |
| 2017 | "Kingdom Come" | Lee Seu-ran (Jam Factory) | The Stereotypes, Deez, Ylva Dimberg | Perfect Velvet | [ 26 ] |

## L
| Ano  | Canção          | Letrista(s)                    | Compositor(es)                                          | Álbum            | Ref    |
| ---- | --------------- | ------------------------------ | ------------------------------------------------------- | ---------------- | ------ |
| 2015 | "Lady's Room"   | Kenzie                         | Kenzie, Daniel «Obi» Klein, Oliver McEwan, Ylva Dimberg | The Red          | [ 27 ] |
| 2017 | "Last Love"     | Lee Hyun-kyu                   | Park Geun-tae                                           | Rookie           | [ 28 ] |
| 2016 | "Light Me Up"   | Kenzie                         | Kenzie, Deez, Rodnae "Chikk" Bell                       | The Velvet       | [ 29 ] |
| 2017 | "Little Little" | JQ, Jo Min-yang, Park Sung-hee | Gifty Dankwah, Bruce Fielder                            | Rookie           | [ 30 ] |
| 2017 | "Look"          | Jinbo, Sumin                   | Charli Taft, Daniel «Obi» Klein, Jinbo, Sumin           | Perfect Velvet   | [ 31 ] |
| 2016 | "Lucky Girl"    | Kenzie                         | Hayley Aitken, Ollipop                                  | Russian Roulette | [ 32 ] |

## M
| Ano  | Canção             | Letrista(s)              | Compositor(es)                              | Álbum            | Ref    |
| ---- | ------------------ | ------------------------ | ------------------------------------------- | ---------------- | ------ |
| 2017 | "Mojito"           | JQ, Hyun Ji-won          | Johannes Josh Jorgensen, Lars Halvor Jensen | The Red Summer   | [ 33 ] |
| 2017 | "Moonlight Melody" | Lee Joo-hyung (Monotree) | Lee Joo-hyung (Monotree), Kwon Deok-geun    | Perfect Velvet   | [ 34 ] |
| 2016 | "My Dear"          | Hwang Hyun (MonoTree)    | Hwang Hyun (MonoTree)                       | Russian Roulette | [ 35 ] |
| 2017 | "My Second Date"   | Jeon Gan-di              | James Wong, Sidnie Tipton, Sophie Stern     | Perfect Velvet   | [ 36 ] |

## O
| Ano  | Canção                  | Letrista(s) | Compositor(es)                                         | Álbum      | Ref    |
| ---- | ----------------------- | ----------- | ------------------------------------------------------ | ---------- | ------ |
| 2015 | "Oh Boy"                | Goo Tae-woo | Herbie Crichlow, Lauren Dyson, Jin Suk Choi, LDN Noise | The Red    | [ 37 ] |
| 2016 | "One of These Nights" † | Seo Ji-eum  | Hwang Chan-hee, Andreas Öberg, Maria Marcus            | The Velvet | [ 38 ] |

## P
| Ano  | Canção         | Letrista(s)    | Compositor(es)                             | Álbum          | Ref    |
| ---- | -------------- | -------------- | ------------------------------------------ | -------------- | ------ |
| 2017 | "Perfect 10"   | Cho Yoon-kyung | Charli Taft, Daniel «Obi» Klein, Deez      | Perfect Velvet | [ 39 ] |
| 2017 | "Peek-A-Boo" † | Kenzie         | Moonshine, Cazzi Opeia, Ellen Berg Tollbom | Perfect Velvet | [ 40 ] |

## R
| Ano  | Canção               | Letrista(s)        | Compositor(es) | Álbum            | Ref    |
| ---- | -------------------- | ------------------ | --- | ---------------- | ------ |
| 2017 | "Rebirth" †          | Yoon Jong-shin     | Yoon Jong-shin, Yu Hee-yeol | —                | [ 41 ] |
| 2015 | "Red Dress"          | Jo Yun-kyeong      | Nermin Harambasic, Jin Suk Choi, Charite Viken, LDN Noise, Rodnae «Chikk» Bell, Ryan S. Jhun                                                | The Red          | [ 42 ] |
| 2017 | "Red Flavor" †       | Kenzie, Kim Ye-rim | Daniel Caesar, Ludwig Lindell | The Red Summer   | [ 43 ] |
| 2017 | "Rookie" †           | Jo Yoon-kyung      | Jamil "Digi" Chammas, Leven Kali, Sara Forsberg, Karl Powell, Harrison Johnson, Russell Steedle, MZMC, Otha «Vakseen» Davis III, Tay Jasper | Rookie           | [ 44 ] |
| 2016 | "Rose Scent Breez"   | Jung Hye-kyung     | Hong Jong-ha | The Velvet       | [ 45 ] |
| 2016 | "Russian Roulette" † | Jo Yun-gyeong      | Albi Albertsson, Belle Humble, Markus Lindell                                                                                               | Russian Roulette | [ 46 ] |

## S
| Ano  | Canção                 | Letrista(s)              | Compositor(es)                                  | Álbum            | Ref    |
| ---- | ---------------------- | ------------------------ | ----------------------------------------------- | ---------------- | ------ |
| 2015 | "Somethin Kinda Crazy" | Kenzie, Teddy Riley, DOM | Charlotte Taft, Kenzie, Teddy Riley, DOM        | Ice Cream Cake   | [ 47 ] |
| 2016 | "Some Love"            | Kenzie                   | Kenzie                                          | Russian Roulette | [ 48 ] |
| 2015 | "Stupid Cupid"         | Hayley Aitken, 220       | Andrew Choi, 220, Hayley Aitken, Cha Cha Malone | Ice Cream Cake   | [ 49 ] |
| 2016 | "Sunny Afternoon"      | Jeong Ju-hee             | Simon Petrén, Andreas Öberg, Maja Keu, Kim One  | Russian Roulette | [ 50 ] |

## T
| Ano  | Canção         | Letrista(s) | Compositor(es)                                                    | Álbum          | Ref    |
| ---- | -------------- | ----------- | ----------------------------------------------------------------- | -------------- | ------ |
| 2015 | "Take It Slow" | G-High      | G-High                                                            | Ice Cream Cake | [ 51 ] |
| 2015 | "Time Slip"    | Moon Du-ri  | Daniel "Obi" Klein, Johannes "Josh" Jorgensen, Charli Taft, Jinbo | The Red        | [ 52 ] |

## W
| Ano  | Canção        | Letrista(s) | Compositor(es)                  | Álbum         | Ref    |
| ---- | ------------- | ----------- | ------------------------------- | ------------- | ------ |
| 2015 | "Wish Tree" † | 1월 8일     | Matthew Tishler, Felicia Barton | Winter Garden | [ 53 ] |
| 2017 | "Would U" †   | 7월 7일     | Oh Leo, Andreas Oberg           | —             | [ 54 ] |

## Z
| Ano  | Canção | Letrista(s) | Compositor(es)                             | Álbum          | Ref    |
| ---- | ------ | ----------- | ------------------------------------------ | -------------- | ------ |
| 2017 | "Zoo"  | Lee Seu-ran | LDN Noise, Courtney Woolsey, Alice Penrose | The Red Summer | [ 55 ] |